# Žan
Žan je moško osebno ime.

## Različice imena
- moške oblike imena: Žandi, Žane, Žani, Žanino, Žanko
- ženska oblika imena: Žana, Žanina, Žanka

## Izvor imena
Ime Žan je različica imena Janez, izhaja pa iz francoskega imena Jean, ki tako kot Janez izhaja iz latinskega Johannes in sicer prek oblike Jehan.

## Pogostost imena
Po podatkih Statističnega urada Republike Slovenije je bilo na dan 31. decembra 2007 v Sloveniji 4.584 oseb z imenom Žan.

## God
Ime Žan je v koledarju uvrščeno k imenu Janez. Žan goduje na naslednje dneve v letu:
- 20. marec
- 24. junij (Janez Krstnik)
- 27. december (Apostol Janez)[2]
- 4.maj